# De Roskam (weekblad)
De Roskam is een Twents weekblad dat bestaat sinds oktober 1995 en zich presenteert als een onafhankelijk opinieweekblad voor de regio. Het richt zich vooral op het openbaar bestuur, het regionale bedrijfsleven, cultuur en maatschappelijke ontwikkelingen in de samenleving. De Roskam is gevestigd in Almelo.

## Ontstaan
Het weekblad ontstond uit onvrede met het verdwijnen van de pluriformiteit van de Twentse pers in het begin van de jaren negentig. In 1990 gingen de oostelijke dagbladuitgevers samen in de Oostelijke Dagbladen Combinatie (ODC), die in 1991 overgenomen werden door Wegener uit Apeldoorn. Het Dagblad van het Oosten was al sinds 1975 een kopblad van Tubantia en verdween als titel in 1993. De twee overgebleven kranten, Dagblad Tubantia en Twentsche Courant, werden in 1996 tot één krant (De Twentsche Courant Tubantia) samengevoegd. De Almeloër Han Pape, daarvoor journalist bij de Twentsche Courant, begon toen samen met Hans Hupkes uit Hengelo De Roskam.
De titel De Roskam verwijst naar het Twentse paard, een voorwerp uit de textielfabricage en tevens naar een hekeldicht van Vondel. De redactie van het blad ziet Twente als een grote stad met veel groen, waarin de steden en dorpen wijken zijn van de op drie na grootste stad van Nederland. De bestuurders in de regio zien het vaak anders en vinden De Roskam te kritisch of te zuur. De krant vindt dat ze vooruit loopt en verder kijkt dan de waan van vandaag.

## Laatste jaren
Toen eind 2006 elf Twentse burgemeesters aan politiek Den Haag lieten weten dat hun gemeenten niet wilden meewerken aan de uitzetting van asielzoekers die langer dan vijf jaar in Nederland verbleven, deed VVD-minister Johan Remkes de uitspraak: "Aan dit soort signalen bestaat volstrekt geen behoefte. Ook niet als ze afkomstig zijn uit de Vrije Republiek Twente." Meteen na Remkes' uitspraak werd de naam "Vrije Republiek Twente" vastgelegd. Han Pape, hoofdredacteur van De Roskam, begon daarna een wekelijkse rubriek onder de titel: De Republiek. Pape belicht hierin ontwikkelingen in Twente waarbij hij de Vrije Republiek Twente gebruikt als ideaalbeeld van een eigenzinnig en zelfbewust Twente.
In november 2014 kreeg Pape een hersenbloeding. Hij kon tijdelijk zijn werkzaamheden niet uitvoeren. Op 7 januari 2016 maakte hij daarop bekend dat het weekblad voorlopig zou stoppen. Door zijn fysieke beperkingen was hij niet meer in staat persoonlijk zijn adverteerders te bezoeken, waardoor er een inkomstengat van 5 ton ontstond.